# الزواوين

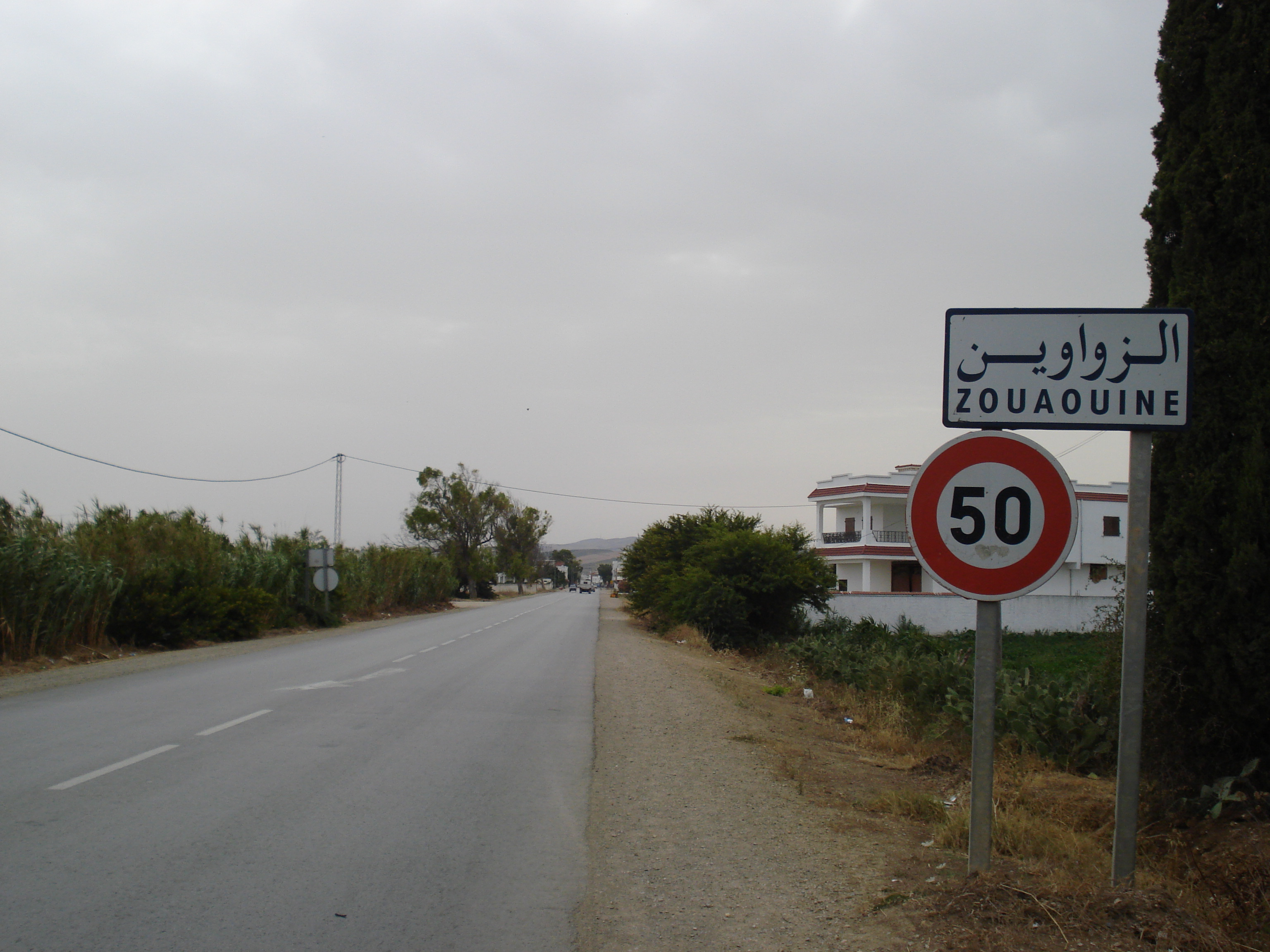
مدخل مدينة الزواوين

الزواوين إحدى مدن الجمهورية التونسية، تقع في معتمدية غار الملح من ولاية بنزرت. ترقيمها البريدي هو 7024.
الزواوين 
حوالي 6000 ساكن , خط الطول 37 و خط العرض 10 .
النشاطات الاقتصادية :الفلاحة و الخدمات.
47 كم عن تونس و 30 كم عن بنزرت.
طريق رئيسي و أحد حيوي في الصيف .
المؤسسات التعليمية : مدرسة ابتدائية واحدة
المؤسسات الدينية : مسجد واحد.